# Annelyse Chevalier
Pour les articles homonymes, voir Chevalier.
Annelyse Chevalier est une essayiste et tambourinaire française.

## Biographie

### Origines et formation
Fille du président du club taurin de Graveson, Jean Garetto, Annelyse Garetto naît le 9 août 1968 à Pantin.
Elle étudie le galoubet-tambourin au conservatoire d'Avignon, puis le provençal à l'université d'Avignon, où elle obtient un diplôme universitaire. Elle prend le nom de « Chevalier » en 1997.

### Carrière professionnelle
Chargée de la communication et du patrimoine culturel à la mairie des Saintes-Maries-de-la-Mer pendant quatorze ans, elle est aussi guide naturaliste. Elle passe ensuite à la communauté de communes de Petite Camargue, où elle s'occupe 
des marais et des traditions.

### Langue et littérature
Elle enseigne le provençal dans le cadre de l'association Sian d'aqui de Vauvert, ainsi qu'aux Saintes-Maries avec l'Escolo de Camargo depuis sa fondation en 2021.
Maîtresse d'œuvre du Félibrige en 2017, elle en est élue majorale en 2021, sur la cigale de la Jeanne ou de Mussidan, précédemment détenue par Robert Rousset. Sarah Collet voit dans cette reconnaissance la preuve que « la femme fait autorité dans les institutions gravitant autour des traditions locales ». Elle a aussi créé un sous-syndicat de la maintenance du Languedoc pour la Camargue.
Membre de l'Association des méridionaux de Sceaux (école félibréenne), elle reçoit à ce titre la médaille de bronze de Florian en 2019.
En 2023, elle intègre le jury du grand prix littéraire de Provence. 
Depuis 2025, elle préside le Forum d'oc.
Elle est également membre du conseil d'administration des Rencontres méditerranéennes Albert-Camus (RMAC), et participe aux activités du Centre de rencontres, d'études, de documentation et de diffusion d'oc (CREDD'O) de Graveson.

### Défense de la Camargue
Elle est correspondante et chroniqueuse de course camarguaise pour La Provence, ainsi que gardian amateur à la manade Raynaud. Elle appartient à la commission Patrimoine, histoire et tradition de la Fédération française de la course camarguaise.
Depuis 2017, elle est vice-présidente du comité de soutien du parc naturel régional de Camargue.
En 2024, elle figure au jury qui élit la nouvelle reine d'Arles, Amélie Laugier.
Elle appartient aussi à la Nation gardiane et à l'Association Baroncelli.

### Musique
Tambourinaire à compter de 1992, elle se produit au sein des groupes Osco à Nîmes, Balantrans à Uchaud, Li Cigaloun arlaten à Arles, et Revoulun à Mauguio.

### Vie personnelle
S'étant installée à Gallician à 30 ans, elle a un fils — Guillaume — et une fille — Justine.

## Production intellectuelle
« Spécialiste de la question camarguaise », elle consacre en 2004 une première monographie au bois des Rièges, en Camargue. Sa réédition en 2014 chez Actes Sud lui vaudra le prix Charles-Bortoli de l'Académie de Marseille,.
En 2007, elle s'intéresse aux Gardians de Camargue, proposant une synthèse sur cette activité, avec des témoignages,. Le livre donne lieu à une exposition au musée de la Camargue.
En 2022 elle fait paraître un troisième ouvrage, consacré à l'histoire des Saintes-Maries-de-la-Mer depuis l'Antiquité jusqu'à l'époque contemporaine, et illustré à partir de documents issus du fonds Taillet. Elle s'attache à suivre l'évolution de la commune au fil des siècles.
Elle a en outre participé à L'Encyclopédie de la Camargue, avec plusieurs articles sur les manades, les gardians, l'élevage des taureaux et chevaux de Camargue et celui des taureaux de combat (Buchet-Chastel, 2013) ; et à l'ouvrage Les Femmes et le féminin en terres d'oc et au Félibrige, avec une étude biographique sur la félibresse Clémence Pagès (2023). 

### Provençal
En 2021, elle recense le vocabulaire de la course camarguaise « lié avec la langue d'oc ».
En 2022, elle prononce un discours en hommage à son prédécesseur Robert Rousset, qui est édité par le Félibrige.
Elle a écrit divers textes en cet idiome dans Lou Felibrige.

## Ouvrages
- Le Bois des Rièges : cœur de la Camargue, entre mythe et réalité, récits de gardiens, manadiers, pêcheurs et autres camarguais, Sommières, Gilles Arnaud, 2004  (ISBN 978-2-330-03415-3)  — connaît une réédition chez Actes Sud en 2014.
- Les Gardians de Camargue, Arles, parc naturel régional de Camargue, 2007  (ISBN 2-906632-28-7).
- (oc-provenc) Laus de Roubert Rousset, Aix-en-Provence, Félibrige, 2022 (lire en ligne).
- Les Saintes-Maries-de-la-Mer : mémoire d'un village du bout du monde, Arles, Errance et Picard, 2022  (ISBN 978-2-38473-006-3).